# Kościół Ewangeliczny „Misja Łaski”

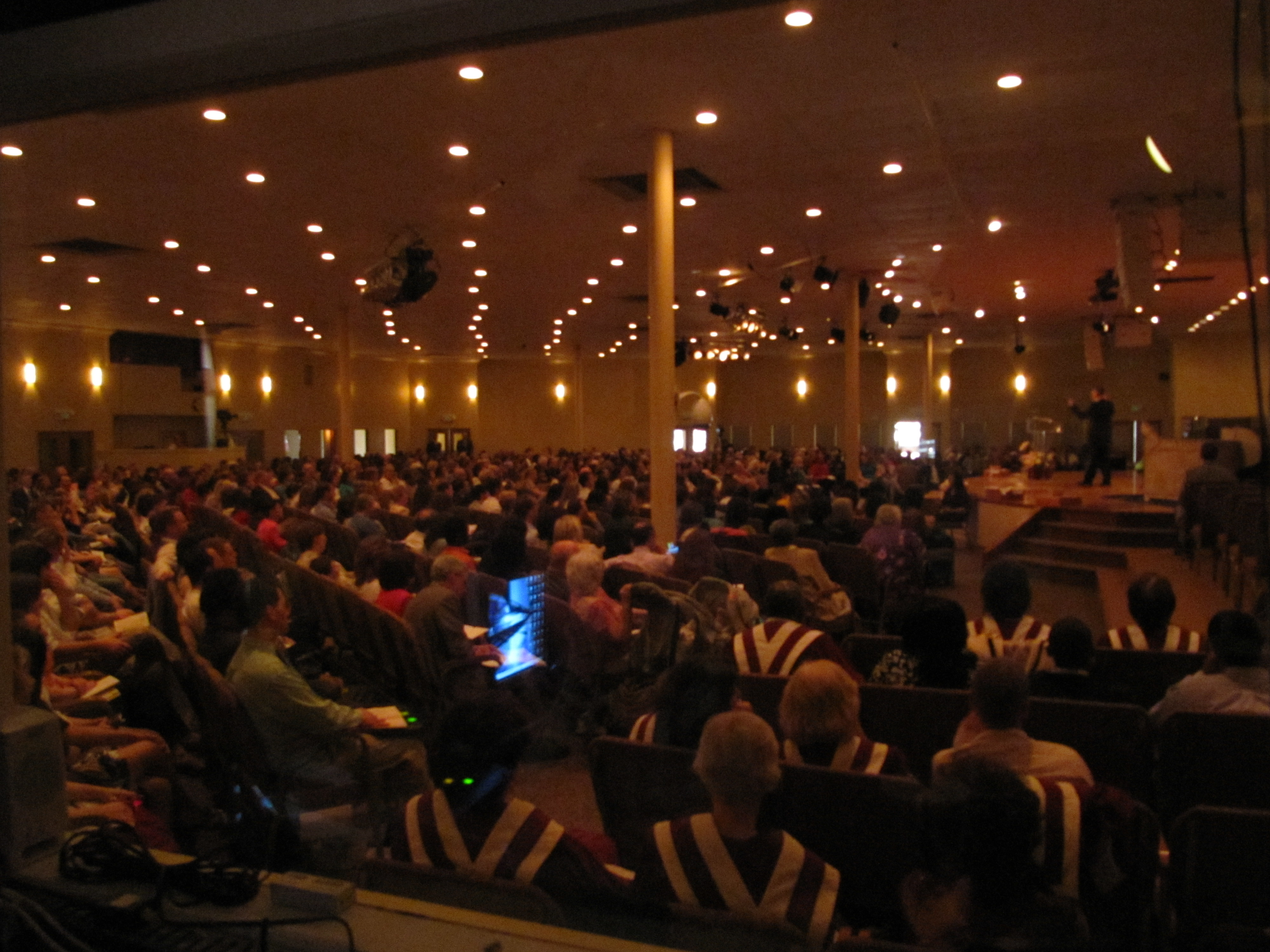
Wnętrze zboru Greater Grace World Outreach w USA.

Kościół Ewangeliczny „Misja Łaski” – ewangelikalny związek wyznaniowy zarejestrowany w Polsce złożony z 4 zborów w: Warszawie, Krakowie, Gdańsku i we Wrocławiu. Jest powiązany z denominacją pn. Greater Grace World Outreach (Światowa Misja Większej Łaski) z główną siedzibą w megakościele w Baltimore (USA), która posiada 567 zborów w 70 krajach. Większość z tych zborów znajduje się w Ameryce Północnej, Europie i Afryce.

## Historia
Na przełomie lat 50. i 60. XX wieku niewielki zbór baptystyczny, the Montsweag Baptist Church, w Wiscasset w stanie Maine w USA przechodził kryzys – licząc 12 aktywnych członków, z których część chciała zakończenia działalności. Pastorem tego zboru został Carl H. Stevens. W przeciągu kilku lat obumierająca wspólnota rozrosła się do 1000 osób. Działalność misyjna spowodowała powstanie zborów w 70 krajach świata.
W połowie lat 80. do Polski przybyła grupa misjonarzy ze zborów Greater Grace World Outreach z USA i Finlandii. Oficjalnie przebywali w kraju jako studenci uczący się języka polskiego, nieoficjalnie zajmowali się działalnością misjonarską. Pomimo kontroli Służby Bezpieczeństwa udało im się założyć filię swojej denominacji, która została oficjalnie zarejestrowana w 1990 r. Obecnie wspólnota w Polsce nosi nazwę „Kościół Ewangeliczny Misja Łaski”.

## Doktryna
Kościół traktuje Biblię jako zapisane Słowo Boga, które jest jedyną prawdą, zaś zbawienie za Boży dar dostępny dla wszystkich wierzących w Jezusa Chrystusa niezależnie od uczynków czy wyznania.